# Nduabe
Nduabe är en ort i Mexiko.   Den ligger i kommunen Santa Catarina Yosonotú och delstaten Oaxaca, i den sydöstra delen av landet, 300 km sydost om huvudstaden Mexico City. Nduabe ligger 2 358 meter över havet och antalet invånare är 169.
Terrängen runt Nduabe är kuperad österut, men västerut är den bergig. Runt Nduabe är det ganska tätbefolkat, med 72 invånare per kvadratkilometer. Närmaste större samhälle är Villa Chalcatongo de Hidalgo, 11,2 km öster om Nduabe. Trakten runt Nduabe består i huvudsak av gräsmarker.